# Laki
|  | No s'ha de confondre amb el Dialecte laki ni amb l'estat arameu a la vora de l'Eufrates Laqi. |

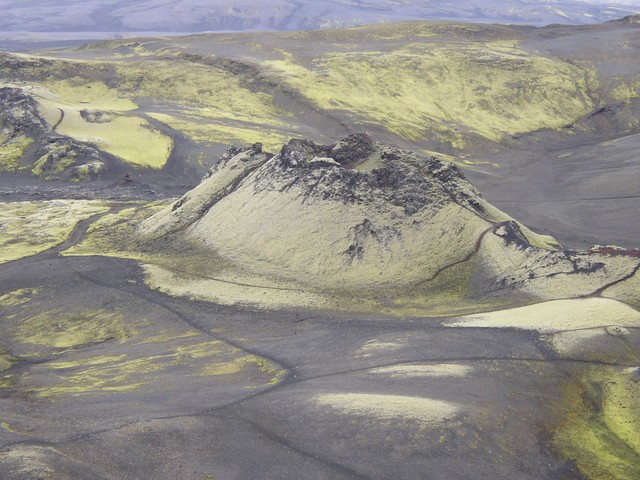
Imatge d'un dels cràters de la fissura Laki

Els cràters de Laki (en islandès Lakagígar) és un complex volcànic en fissura que estan situats al sud d'Islàndia en la proximitat de l'Eldgjá. El Laki forma part del mateix sistema volcànic que el Grímsvötn al qual està lligat.
Entre les glaceres Mýrdalsjökull i Vatnajökull, hi ha una zona de fissures en direcció sud-oest / nord-est. Aquesta regió, a la qual Eldgjá pertany també, va produir una massa de lava que representa un rècord mundial. Sobre una distància de 25 km, es troben 130 cràters que van emetre 14.000 milions m³ de lava entre 1783 i 1784, causant l'erupció volcànica més important dels temps històrics, amb conseqüències catastròfiques per a Islàndia i molt importants pertorbacions meteorològiques a Europa.

## Erupció de 1783
El 8 de juny de 1783, una fissura amb 130 cràters es va obrir de manera explosiva en principi a causa de la interacció entre el fons submarí i l'empenta de magma basàltic. Llavors l'erupció es va fer menys explosiva, passant d'un tipus plinià a un tipus estrombolià, i després més tard a un mode hawaià amb nivells elevats d'efusió de lava. Aquest esdeveniment és classificat de nivell 4 sobre l'escala d'explosivitat volcànica però els 8 mesos d'emissió de gas sulfúric van provocar una de les més importants pertorbacions climàtiques i socials de l'últim mil·lenni.
L'erupció més coneguda sota el nom de Skaftáreldar ("focs del riu Skaftá") o Síðueldur, va produir aproximadament 15 km³ de lava basàltica i un volum total ejectat de 0,91 km³. Es considera que les fonts de lava van assolir alçades de 800 a 1400 metres. Al Regne Unit, l'estiu de 1783 és conegut com l'"estiu de sorra" a causa de les pluges de cendres. Els gasos van ser portats per la convecció de la columna d'erupció a altituds de 15 km. Els aerosols creats van provocar llavors un refredament a tot l'Hemisferi nord. La lava va ser expulsada en els cinc primers mesos. El volcà Grímsvötn, del qual parteix l'escletxa del Laki, també va entrar en erupció en aquella època, del 1783 al 1785. L'emissió de gasos resultant, dels quals 8 milions de tones van ser de fluor i 120 milions de tones de diòxid sulfúric, va donar origen a Europa al que es va conèixer com a "boira de Laki".

## Conseqüències
El sacerdot Jón Steingrímsson es va fer cèlebre amb el seu eldmessa ("sermó de foc"). El conjunt dels habitants de Kirkjubæjarklaustur estava reunit a l'església al mateix moment que la petita població era amenaçada per una colada de lava. Però mentre que eren a l'església pregant, la lava es va aturar abans d'arribar a la població.
La coincidència de l'emissió de diòxid de sofre i condicions climàtiques inhabituals va provocar una espessa boira sulfurada que es va estendre a través de l'Europa occidental, provocant milers de morts durant 1783 i l'hivern de 1784. L'estiu de 1783 va ser el més càlid enregistrat i, a sobre, una zona inhabitual d'alta pressió sobre Islàndia va fer que els vents bufessin cap al sud-est. El núvol enverinat va derivar cap a Bergen a Noruega, després va baixar sobre Praga el 17 de juny, Berlín el 18 de juny, París el 20 de juny, La Haia el 22 de juny i el Regne Unit el 23 de juny. La inhalació d'aquests gasos sulfurats va provocar un augment de la mortalitat. A la Gran Bretanya, l'arxiu indica que probablement l'índex de mortalitat es va duplicar o va triplicar a Bedfordshire, Lincolnshire i sobre la costa oriental. La boira, escalfada pel sol d'estiu, va causar violentes tempestes amb importants precipitacions de pedra, matant bestiar i tot això fins a la tardor. L'hivern que va seguir va ser particularment dur, Gilbert White de Selborne a Hampshire va informar de 28 dies de gelada contínua. A la primavera, Alemanya i l'Europa central van conèixer importants inundacions. L'impacte meteorològic de les erupcions de Laki es va fer sentir els anys següents amb diversos hiverns molt rigorosos a Europa. França conegué una continuació de situacions meteorològiques extremes amb una collita excepcional el 1785 provocant una caiguda dels preus dels productes agrícoles i una pobresa a les zones rurals, seguida d'episodis de sequeres, de mals hiverns o estius, als quals es van produir tempestes de calamarsa molt violentes el 1788, que va destruir les collites. Això va contribuir de manera significativa a la pobresa i a la fam, un dels factors importants que va provocar la Revolució Francesa el 1789. El Laki va ser només un dels factors d'un decenni de pertorbacions climàtiques, com el volcà Grímsvötn que va estar en erupció des de 1783 a 1785, a banda d'una possible afectació inhabitualment forta d'El Niño entre 1789 i 1793.
A Amèrica del Nord, l'hivern de 1784 va ser un dels més llargs i dels més freds enregistrats mai. Va ser el més llarg període de temperatura negativa a Nova Anglaterra, el de més gran acumulació de neu a Nova Jersey i el del període més llarg en què la badia de Chesapeake va estar congelada. Hom va poder fer patinatge sobre gel al port de Charleston; una violenta tempesta de neu va tenir lloc al sud dels Estats Units; el riu Mississipi es va gelar a Nova Orleans i es va trobar gel al Golf de Mèxic.